# Heksachlorobenzen
Heksachlorobenzen, HCB – organiczny związek chemiczny będący pochodną benzenu.

## Zastosowanie
Stosowany był jako środek grzybobójczy, jako półprodukt w syntezie organicznej i środek do impregnacji drewna. Stosowanie tego fungicydu jest zabronione na mocy międzynarodowej konwencji sztokholmskiej jako trwałe zanieczyszczenie organiczne.

## Masowe zatrucie w Turcji
W latach 1955–1959 spowodował w Turcji zatrucie od 3000 do 4000 osób, z czego 500 osób zmarło. Poszkodowane osoby spożywały chleb wytworzony z ziaren przeznaczonych do celów rolniczych, do których dodany był 10-procentowy roztwór heksachlorobenzenu w celu zatrzymania rozwoju grzybów. Środek wywołał u ofiar porfirię skórną późną. W niektórych wioskach zmarły prawie wszystkie karmione piersią dzieci w wieku poniżej dwóch lat, których matki spożywały skażony chleb. U jednej z matek zawartość HCB w lipidach w mleku wynosiła 20 ppm, co przekracza przeciętny poziom zanieczyszczenia ludzkiego mleka około 2000 razy.